# Nässelgömming
Nässelgömming (Leptosphaeria acuta) är en svampart som först beskrevs av Moug. & Nestl., och fick sitt nu gällande namn av Petter Adolf Karsten 1873. Enligt Catalogue of Life ingår Nässelgömming i släktet Leptosphaeria,  och familjen Leptosphaeriaceae, men enligt Dyntaxa är tillhörigheten istället släktet Leptosphaeria,  och familjen Phaeosphaeriaceae. Arten är reproducerande i Sverige. Inga underarter finns listade i Catalogue of Life.